# Laser Zone
Laser Zone is een videospel van Jeff Minter voor diverse platforms. Het spel werd uitgebracht in 1983. 